# Saiunkoku Monogatari
Saiunkoku Monogatari (Nhật: 彩雲国物語 (Thái Vân quốc vật ngữ)) là một serie tiểu thuyết của Nhật Bản do Sai Yukino viết và Kairi Yura minh họa. Tập cuối cùng (tập 18) được phát hành vào tháng 7/2011. Một phiên bản manga, cũng do Kairi Yura minh họa, được phát hạnh định kỳ trên tạp chí Beans Ace của Kadokawa Shoten. Khi Beans Ace đình bản, manga này được chuyển qua Monthly Asuka. Hiện tại, có 9 tập đã được phát hành. Manga Saiunkoku Monogatari, dưới nhan đề Thái Vân quốc truyện, bắt đầu được phát hành tại Việt Nam vào tháng 9 năm 2013 bởi Nhà xuất bản Kim Đồng.

## Nội dung

### Câu chuyện
Thái Vân quốc gồm có tám châu, tức tám gia tộc, mỗi gia tộc mang tên một màu khác nhau.
Tại đất nước tưởng tượng Thái Vân quốc, có một cô gái tên là Hong Shūrei (tức Kō Shūrei) – hậu duệ của một gia đình quý tộc đã sa sút. Cha cô phụ trách quản lý thư tịch trong Văn khố của Hoàng cung – một công việc tuy danh giá nhưng lại không kiếm được nhiều. Shūrei dạy học và làm nhiều việc khác nhau để kiếm sống, nhưng giấc mơ của cô là thi đỗ trong kỳ khoa bảng và làm quan trong triều – điều vốn cấm kỵ với phụ nữ.
Hoàng đế của Thái Vân quốc, Shi Ryūki, nổi tiếng không màng chính sự và chỉ thích đàn ông. Thế nên tam sư của triều đình đề nghị Shūrei vào cung làm quý phi của Hoàng đế trong 6 tháng để dạy cho ngài thành một Hoàng đế đúng nghĩa, với cái giá là 500 lượng vàng. Cô nhanh chóng đồng ý. Seiran – một chàng trai được cha của Shūrei nhận nuôi – vào cung theo cô làm cận vệ.
Câu chuyện kể về những khó khăn để tạo nên sự thay đổi, đặc biệt khi ở địa vị của người phụ nữ, mối quan hệ của Shūrei với Hoàng đế và các thành viên khác trong triều, những mưu mô trong triều chính, và quyết tâm của Shūrei hoàn thiện bản thân và đóng góp cho đất nước.

### Bối cảnh
Theo truyền thuyết, Thái Vân quốc từng bị yêu quái hoành hành, cho đến khi có một chiến binh trẻ dũng cảm tên Gen Sō (蒼玄 Sō Gen, Thương Huyền) đã tập hợp tám vị tiên lại và đánh đuổi lũ quỷ.
Sau đó, Sō Gen tạo lập nên Thái Vân quốc và trở thành hoàng đế đầu tiên. Sau cái chết của Sō Gen, tám vị tiên biến mất, nhưng theo truyền thuyết, họ vẫn còn hiện diện ở trong nhân gian. Cung Phong Nhã, hay còn gọi là cung Tiên Động, hiện vẫn còn trong Hoàng thành, được xây để tưởng nhớ họ.
Thái Vân quốc luôn được chia ra làm tám châu, đặt tên theo các màu sắc của cầu vồng. Sáu trăm năm trước, Hoàng đế đã ra lệnh cho các đại gia tộc đổi họ của mình trùng với châu mình cai trị, gọi là Thái Thất Gia. Dân thường bị cấm dùng cùng họ với quý tộc.
Tám đại gia tộc của Thái Vân quốc là:
- Ran (藍 Ran?, Lam) — Gia tộc quyền lực nhất ở Thái Vân quốc, đứng đầu Thái Thất Gia.
- Hong (紅 Kō?, Hồng) — Có quyền lực ngang bằng với Lam gia. Hai gia tộc này là nhất đẳng quý tộc.[2]
- Heki (碧 Heki?, Bích) — Gia tộc văn võ song toàn, tinh thông thập bát ban võ nghệ.
- Ko (黄 Kō/Ki?, Hoàng) — Gia tộc thương nhân, đặc biệt trong thời chiến thì được gọi là Chiến tranh Thương Nhân vì bán vũ khí và các chiến cụ khác.[3]
- Haku (白 Haku?, Bạch) — Gia tộc võ nghệ.
- Koku (黒 Koku?, Hắc) — Gia tộc võ nghệ.
- Sa (茶 Sa?, Trà) — Gia tộc có quyền lực thấp nhất ở Thái Vân quốc nên luôn cố gắng kiếm tìm danh vọng cho mình.
- Shi (紫 Shi?, Tử) — Hoàng gia.

Ngoài ra còn có Hyou (縹 Hyou, Phiếu) — Gia tộc bí ẩn có địa vị tương đương với Thái Thất Gia. Theo chế độ mẫu hệ. Được em gái của Hoàng đế đầu tiên lập ra, là nơi các thiếu nữ hoàng gia được gửi tới để rèn luyện. Biết phép thuật.

### Tổ chức triều đình
- Tam sư: gồm có Thái sư, Thái phó, Thái bảo
- Tứ tỉnh: gồm có Môn Hạ tỉnh, Thượng thư tỉnh, Trung Thư tỉnh, Tiên Động tỉnh
- Lục bộ: gồm có Lại bộ, Hộ bộ, Lễ bộ, Binh bộ, Hình bộ, Công bộ
- Nhất đài: là Ngự Sử đài
- Cửu tự: trong đó có Hồng Lô tự, Thái Thường tự, Tư Nông tự, Đại Lý tự
- Nhị phủ: trong đó có Thái Tử phủ
- Ngũ giám
- Cấm quân: trong đó có Vũ Lâm quân
- Tổ chức khác, như Đồ Họa cục của Hàn Lâm viện, Thập lục vệ, Bí thư tỉnh, Nội Thị tỉnh, Điện Trung tỉnh...

Các chức quan tiêu biểu trong triều đình gồm có: Tam sư (Thái sư, Thái phó, Thái bảo), Thượng thư lệnh, Thượng thư, Thị lang, Thi chính quan, Ngự sử đại phu, Lệnh quân, Lệnh doãn, Tiến sĩ, Châu mục, Châu doãn, Thái thú, Thị sung, Nhũng quan, Ngự sử, Ngục lại, Sắc lại... Trong hậu cung thì có Chính phi (tức Hoàng hậu), Quý phi (chính nhất phẩm)...

### Nhân vật chính

Các nhân vật chính trong Thái Vân quốc truyện: (từ trái sang) Ri Kōyū, Si Seiran, Hong Shūrei, Shi Ryūki, và Ran Shūei

- Hong Shūrei (紅 秀麗 Kō Shūrei?, Hồng Tú Lệ): con gái độc nhất của Hong Shōka và Tường Vi công chúa. Thuộc Hồng gia – một trong những gia tộc quyền lực nhất ở Thái Vân quốc. Sinh ngày 18 tháng 10; mười sáu tuổi khi bắt đầu truyện. Tình tình kiên cường, tự lập, cần mẫn, tiết kiệm, có tửu lượng phi thường. Tuy có gốc đại quý tộc, Shūrei lớn lên trong cảnh bần hàn, tự làm việc nhà và phải làm nhiều công việc khác nhau để kiếm sống và giúp đỡ gia đình, như chơi đàn Nhị hồ, kế toán tại kĩ viện Kōchō, dạy học... Ước mơ là được làm quan trong triều đình. Shūrei là người phụ nữ đầu tiên tại Thái Vân quốc vượt qua kì khảo thí, đạt chức Thám hoa. Shūrei, cùng với Eigetsu, được Hoàng thượng bổ nhiệm làm châu mục tại Trà châu, sau này làm việc tại Ngự Sử đài.
- Shi Ryūki (紫 劉輝 Shi Ryūki?, Tử Lưu Huy): Hoàng đế của Thái Vân quốc. Sinh ngày 12 tháng 10; mười chín tuổi khi bắt đầu truyện. Là con trai nhỏ nhất của Tiên đế, Ryūki hầu như không có cơ hội nối ngôi. Khi còn nhỏ, Ryūki không nhận được tình thương của mẹ, còn thường bị những người anh cùng cha khác mẹ đối xử tệ bạc. Nhị hoàng tử Seien là người duy nhất đối xử tốt với Ryūki. Khi 4 người anh trai chết, 1 người bị lưu đày trong cuộc chiến tranh giành quyền lực, Ryūki được đặt lên ngai vàng. Trong thâm tâm, Ryūki vẫn mong một ngày nào đó hoàng huynh Seien sẽ trở về và được nhường lại ngôi báu, vì vậy thường tỏ ra không màng chính sự và chỉ thích đàn ông. Đến khi gặp Shūrei, Ryūki mới quyết tâm trở thành một hoàng đế tốt để cho đời sống người dân tốt đẹp hơn.
- Si Seiran (茈靜蘭 Shi Seiran?, Sài Tĩnh Lan): một thanh niên được Hong Shōka nhận nuôi mười ba năm trước. Để trả ơn, Seiran giúp những việc vặt trong gia đình và nhận thêm việc ở ngoài để kiếm tiền. Sinh ngày 18 tháng 1; hai mươi sáu tuổi. Seiran tinh thông võ nghệ, là một tay kiếm cừ khôi, rất chăm lo cho Shūrei. Seiran thực ra chính là Shi Seien (紫 清苑 Shi Seien?, Tử Thanh Uyển) – nhị hoàng tử của Tiên đế, vốn nổi trội về tài trí. Do kế hoạch đảo chính đưa Seien lên ngai vàng của nhà ngoại thất bại, Seien cùng mẹ là Phu nhân Suzuran (鈴蘭の君 Suzuran no kimi?) bị lưu đày. Sau khi mẹ chết, Seien được Hong Shōka đón về và đặt cho tên mới là Seiran. Kể từ đó, Seiran nhận lấy thân phận mới này và giữ kín quá khứ, dù một số người đã dần nhận ra thân phận thật của anh.
- Ri Kōyū (李 絳攸 Ri Kōyū?, Lý Giáng Du): một quan văn trẻ tuổi, giữ chức Thị lang bộ Lại, là con nuôi và thuộc hạ của Kō Reishin. Sinh ngày 19 tháng 8; hai mươi hai tuổi. Là bạn thân của Ran Shūei, dù luôn luôn phủ nhận điều này. Đầu truyện, Kōyū được cử đến dạy học cho hoàng đế trẻ tuổi Ryūki. Cùng với Shūei, Kōyū đã nhận cành hoa diên vĩ do Ryūki ban cho – dấu hiệu bày tỏ sự trung thành và niềm tin rằng Ryūki có thể trở thành một hoàng đế tốt. Tuy là một thiên tài nức tiếng, giành ngôi vị Trạng nguyên từ khi còn rất trẻ, Kōyū lại hoàn toàn mù phương hướng và không thể đi đâu nếu không có người giúp dẫn đường.
- Ran Shūei (藍 楸瑛 Ran Shūei?, Lam Thu Anh): một quan võ trẻ tuổi, giữ chức Tướng quân của Tả Vũ Lâm quân, là con trai thứ tư trong số năm con trai của Lam gia (bao gồm Shūei, Ryūren và ba anh em Setsuna). Sinh ngày 28 tháng 10; hai mươi tư tuổi. Từng đỗ Bảng nhãn trong cùng kì khảo thí mà Kōyū là Trạng nguyên, sau đó hai người kết bạn với nhau. Shūei thường trêu chọc Kōyū vì tính mù phương hướng và sự lảng tránh phụ nữ của Kōyū. Trái với Kōyū, Shūei được phụ nữ yêu mến, là khách quen tại kĩ viện Kōchō, nhưng người anh thật sự quan tâm là Shusui. Cùng với Kōyū, Shūei nhận cành hoa diên vĩ do Ryūki ban – dấu hiệu bày tỏ sự tin tưởng, giúp thiết lập thời kì trị vì của vị hoàng đế trẻ tuổi với sự giúp sức của hai viên quan đang nổi lên hàng đầu trong triều.